# Rhacophorus reinwardtii
Rhacophorus reinwardtii é uma espécie de anfíbio da família Rhacophoridae.
Pode ser encontrada nos seguintes países: China, Indonésia, Laos, Malásia, Tailândia, Vietname, e possivelmente Brunei e Myanmar.
Os seus habitats naturais são: florestas subtropicais ou tropicais húmidas de baixa altitude, regiões subtropicais ou tropicais húmidas de alta altitude, marismas de água doce e marismas intermitentes de água doce.
Está ameaçada por perda de habitat.